# Paula Francisco Coelho
Paula Cristina Francisco Coelho (née le 7 juillet 1981 à Luanda) est une femme politique angolaise. Elle est nommée ministre de l'Environnement de l'Angola en septembre 2017, dans le gouvernement de João Lourenço. Avant son mandat de ministre de l'Environnement, elle a été secrétaire d'État de la Biodiversité et des Zones protégées.
Elle a commencé à travailler avec le ministère de l'Environnement en tant que technicienne, devenant plus tard directrice nationale pour la biodiversité. Elle a coordonné plusieurs projets liés à la biodiversité, au changement climatique, à la gestion des déchets, et à la protection des sols et des eaux.
Paula Francisco est titulaire d'un baccalauréat en gestion des zones protégées de l'université de technologie de Tshwane, en Afrique du Sud. Elle est une membre active du Comité central du Mouvement populaire de libération de l'Angola et de l'Organisation des femmes angolaises.
Les priorités de son mandat sont l'éducation environnementale, la gestion des déchets et le renforcement des politiques liées à la faune sauvage.